# Speocyclops creticus
Speocyclops creticus is een eenoogkreeftjessoort uit de familie van de Cyclopidae. De wetenschappelijke naam van de soort is voor het eerst geldig gepubliceerd in 1957 door Lindberg.